# Nazismo no Brasil
O nazismo no Brasil caracteriza-se pela disseminação de propagandas políticas e a influência política direta do Partido Nazista Alemão no período entre 1920 e o fim da Alemanha Nazista, em 1945, e o surgimento, na história recente, de grupos e ideologias neonazistas no Brasil. Os primeiros sinais de influência nazista apareceram ainda antes da Segunda Guerra Mundial, quando a Organização do Partido Nazista no Exterior, sediada em Berlim, organizou uma série de instalações internacionais a fim de propagandear os ideais nazi-fascistas pelo globo.
A imigração organizada de alemães para o Brasil teve início em 1818 e, durante o século XIX, quase 80 mil alemães chegaram ao país. Contudo, foi na primeira metade do século XX que a imigração foi mais numerosa, em particular nas décadas de 1920 e 1930, quando milhares de alemães imigraram para o Brasil, sobretudo movidos pelos problemas socioeconômicos enfrentados pela Alemanha de Weimar e a recessão em que ela mergulhou após a Primeira Guerra Mundial. Essa nova onda de imigração alemã viria a formar os primeiros grupos nazistas no Brasil. Os imigrantes em questão mantinham laços mais fortes com a Alemanha do que os imigrantes que chegaram ao país no século XIX, sobretudo pelo nacionalismo que emergia na Alemanha de Hitler.
Embora nunca tenha havido um Partido Nazista organizado no Brasil, legal ou clandestinamente, vários membros da comunidade teuto-brasileira foram membros da Seção Brasileira do Partido Nazista da Alemanha. A organização obteve certo sucesso, constituindo a maior célula de adeptos fora da Alemanha, com 2.822 integrantes. Como era uma organização estrangeira, somente alemães natos podiam se filiar. Brasileiros descendentes de alemães podiam atuar somente como simpatizantes.
Essa organização funcionou no Brasil de 1928 a 1938, sem ser incomodada pelo governo brasileiro, então presidido por Getúlio Vargas. Nesse último ano, após a implantação da ditadura do Estado Novo, o partido nazista e todas as outras agremiações políticas estrangeiras foram colocadas na ilegalidade.

## História

### Imigração alemã e distribuição no território brasileiro

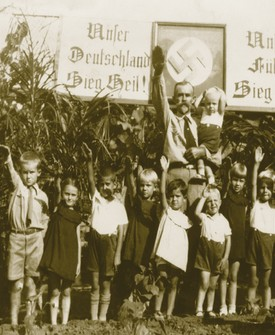
Crianças fazem a saudação nazista em Presidente Bernardes, São Paulo (c. 1935)

A imigração organizada de alemães para o Brasil começou em 1818, com a fundação da Colônia Leopoldina, no atual estado da Bahia. Em 1824, 350 imigrantes alemães foram encaminhados para a Colônia de Nova Friburgo, no atual estado do Rio de Janeiro. Contudo, devido ao malogro das colônias baiana e fluminense, elas são frequentemente ignoradas pela historiografia, que acabou por consagrar a Colônia de São Leopoldo, no Rio Grande do Sul, fundada em 1824, como o marco inicial da imigração alemã no Brasil. Segundo o IBGE, entre 1824 e 1969, entraram no Brasil 250.166 imigrantes alemães, com a maior concentração entre 1920 e 1930, quando entraram 75.801.
A imigração alemã para o Brasil ocorrida no século XIX deu origem a diversas colônias espalhadas pelo país, mais concentradas na Região Sul. Na época do surgimento do nazismo na Alemanha, na década de 1920, a comunidade germano-brasileira já estava há pelo menos três gerações no Brasil. Essa comunidade mantinha diversos hábitos culturais alemães; contudo, a distância geográfica e o lapso temporal, visto que a imigração alemã no Brasil remonta desde 1818, trouxeram mudanças culturais notáveis.
O maior fluxo de imigrantes alemães para o Brasil ocorreu durante a República de Weimar, na década de 1920, pois, devido às consequências da Primeira Guerra Mundial, a Alemanha encontrava-se numa crise econômica. Concomitantemente, o Brasil passava por um desenvolvimento industrial, sobretudo em São Paulo e no Rio de Janeiro. Devido à demanda por mão de obra qualificada e técnica, muitos alemães migraram para o país nessa época. Evidentemente, esses novos imigrantes tinham um vínculo maior com a Alemanha do que os que chegaram no século XIX. Aqueles recém-chegados da Alemanha diferenciavam-se dos teuto-brasileiros, sobretudo nas identificações culturais; os primeiros denominavam-se Reichsdeutsche (em alemão: Reichsdeutsche; romaniz.: lit. alemães do Reich), ao passo que os segundos eram os Volksdeutsche (em alemão: Volksdeutsche; lit. alemães do povo).

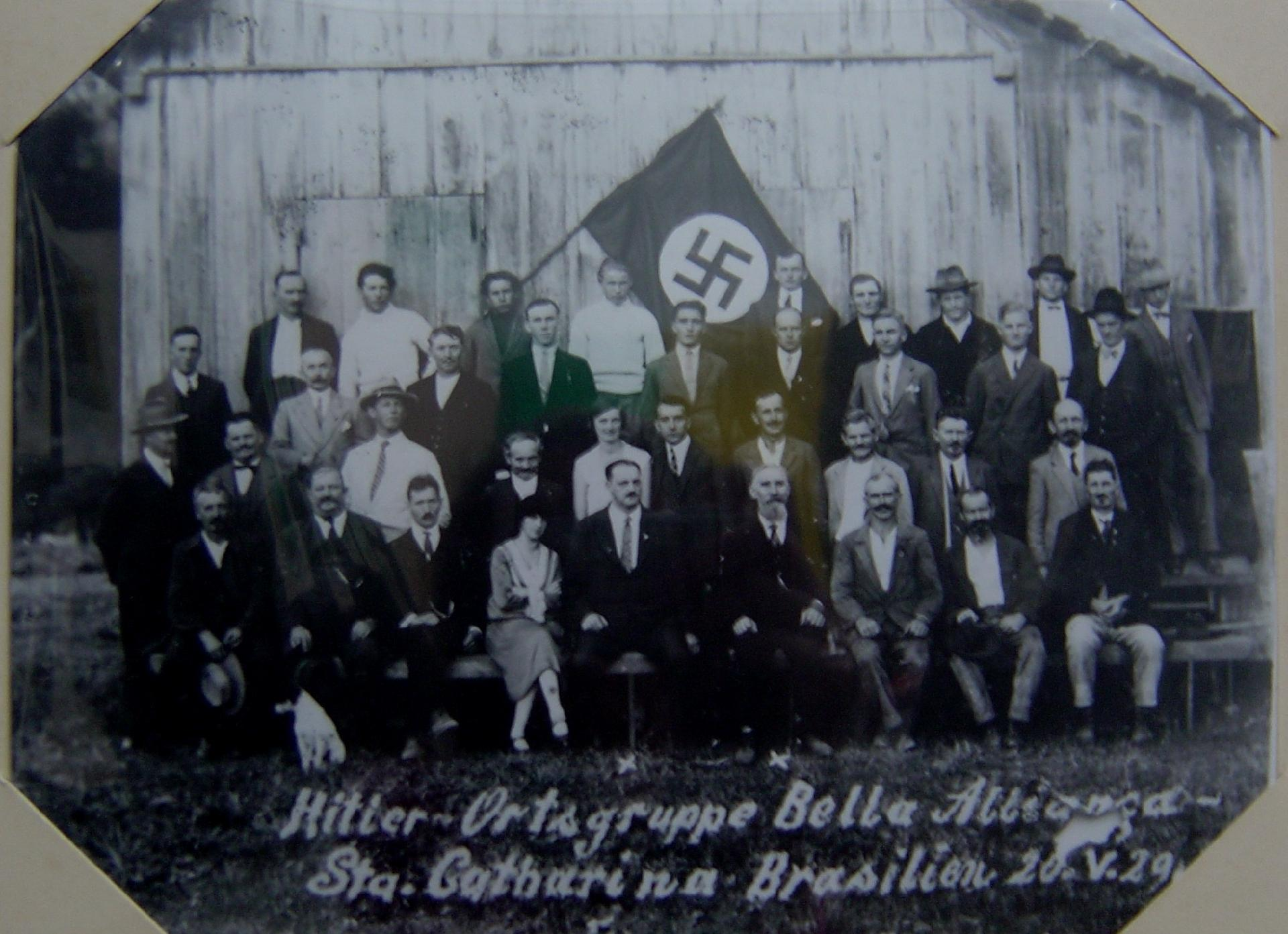
Reunião de membros do Partido Nazista da cidade de Bela Aliança (SC)

Em meados da década de 1930, havia mais de um milhão de alemães e descendentes no Brasil, a maior parte em Santa Catarina e Rio Grande do Sul. Em 1940, alemães e descendentes faziam parte de 22,34% da população de Santa Catarina e de 19,3% no Rio Grande do Sul. A comunidade alemã no país preservava sua cultura e a sua língua, compreendidos como uma manifestação do germanismo, o que era possível por meio da existência de sociedades, de uma imprensa em língua alemã e, principalmente, de escolas. O censo de 1940 mostrou que 640 mil pessoas usavam o alemão como língua principal do lar no Brasil. Com base na elevada proporção de membros da comunidade germânica que usava o alemão em casa (mais de 70%), conclui-se que havia um fraco nível de assimilação cultural dessa comunidade.
Em 1939, viviam no Brasil 87.024 imigrantes alemães, dos quais 33.397 estavam em São Paulo, 15.279 no Rio Grande do Sul, 12.343 no Paraná e 11.293 em Santa Catarina. Embora os membros do partido nazista no Brasil fossem menos de 5% da comunidade alemã do país, seus 2.822 filiados o tornavam o segundo maior do mundo, depois do partido nazista na Alemanha. Os nazistas estavam espalhados por 17 estados brasileiros, de norte a sul do país. O maior número de nazistas "filiados" estavam em São Paulo (785), seguido de Santa Catarina (528) e do Rio de Janeiro (447). O estado de São Paulo foi o destino preferencial dessa nova onda de imigração alemã, sobretudo pela oportunidade de empregos e a concentração de nascidos alemães. Naquela altura, também havia 900 mil brasileiros descendentes de alemães, mas estes não podiam se filiar ao partido, que era reservado aos alemães natos.

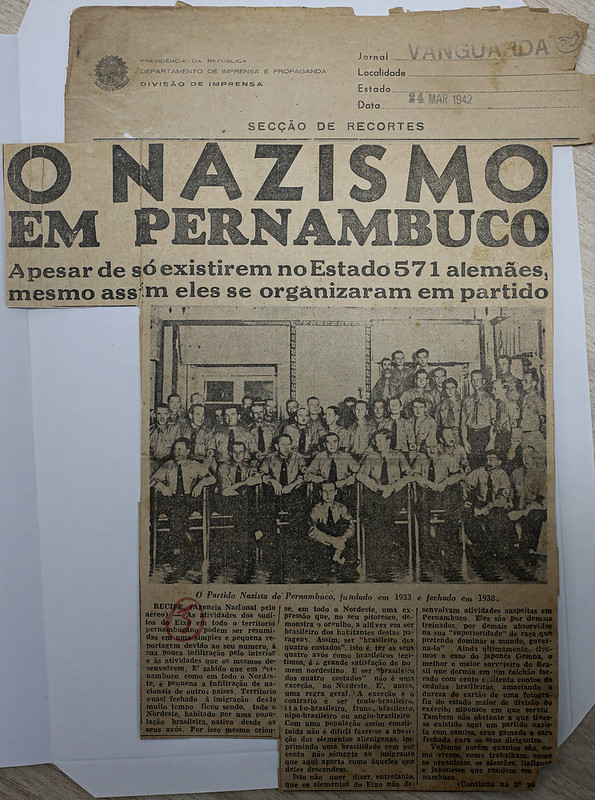
Reportagem de jornal sobre a atuação do Partido Nazista em Pernambuco.

### Antecedentes
Desde o século XIX, existiam instituições, como associações esportivas, culturais e econômicas, que veiculavam a ideias de uma identidade teuto-brasileira. Essas instituições, que se viam pouco prestigiadas pela Alemanha da República de Weimar, começaram a sentir novo alento com o nazismo no poder e isso rendia simpatias ao regime dentro do Brasil.

### Desenvolvimento
Em 1928, foi fundado em Timbó, Santa Catarina, a seção brasileira do Partido Nazista. Naquela época, viviam no Brasil cerca de 100 mil alemães natos e cerca de um milhão de descendentes. A maior parte deles vivia em comunidades isoladas no sul do Brasil, que preservavam a língua e a cultura alemã. Com a ascensão de Adolf Hitler ao cargo de chanceler, na Alemanha, os teuto-brasileiros passaram a ser assediados pela propaganda feita pelo nazismo para atrair seguidores no exterior.
Aparentemente, não era do interesse do Terceiro Reich participar das eleições brasileiras, e o partido nunca foi registrado na Justiça Eleitoral. Segundo o embaixador da Alemanha no Brasil na época, Karl Ritter, havia orientações expressas de que o partido não deveria se intrometer em assuntos internos do Brasil.

### Incidência do nazismo na comunidade alemã do Brasil
Calcula-se que cerca de 5% dos imigrantes alemães então residentes no Brasil estiveram, em alguma altura, associados ao Partido Nazista alemão. A porcentagem de nazistas no Brasil foi inferior à registrada no Chile, onde mais de 8% dos imigrantes alemães eram filiados ao Partido Nazista, a maior proporção na América Latina. Por sua vez, na Alemanha, ao menos 10% da população era filiada ao Partido Nazista, na mesma época.
Os membros se distribuíam em pelo menos 17 estados brasileiros, a maior parte deles no estado de São Paulo.
Entretanto, não se pode afirmar que a maioria dos imigrantes alemães no Brasil tenham aderido, em geral, à ideologia nazista; apesar de importantes segmentos dessa comunidade terem sido influenciados. Os nazistas no Brasil concentraram-se sobretudo entre as classes empresariais urbanas da comunidade alemã, muito mais que nas colônias germânicas rurais, se distribuindo primeiramente na região Sudeste e secundariamente na Região Sul do país. Nem todos os associados aos primeiros grupos nazistas no Brasil engajaram-se por uma questão ideológica; na verdade, muitos o fizeram tendo em busca benefícios econômicos que essa organização poderia proporcionar.
A tabela a seguir mostra o número de filiados ao Partido Nazista no Brasil e a proporção de filiados entre a comunidade alemã de cada estado:
| Filiados ao partido nazista no Brasil, entre alemães natos (1930/1940) | Filiados ao partido nazista no Brasil, entre alemães natos (1930/1940) | Filiados ao partido nazista no Brasil, entre alemães natos (1930/1940) | Filiados ao partido nazista no Brasil, entre alemães natos (1930/1940) |
| ---------------------------------------------------------------------- | ---------------------------------------------------------------------- | ---------------------------------------------------------------------- | ---------------------------------------------------------------------- |
| Estado                                                                 | Filiados                                                               | População nascida na Alemanha                                          | Proporção de filiados entre os imigrantes                              |
| São Paulo                                                              | 785                                                                    | 33.397                                                                 | 2,35%                                                                  |
| Santa Catarina                                                         | 528                                                                    | 11.291                                                                 | 4,67%                                                                  |
| Rio de Janeiro                                                         | 447                                                                    | 11.519                                                                 | 3,88%                                                                  |
| Rio Grande do Sul                                                      | 439                                                                    | 15.279                                                                 | 2,87%                                                                  |
| Paraná                                                                 | 185                                                                    | 12.343                                                                 | 1,49%                                                                  |
| Minas Gerais                                                           | 66                                                                     | 2.000                                                                  | 3,3%                                                                   |
| Pernambuco                                                             | 43                                                                     | 672                                                                    | 6,39%                                                                  |
| Espírito Santo                                                         | 41                                                                     | 623                                                                    | 6,58%                                                                  |
| Bahia                                                                  | 39                                                                     | 542                                                                    | 7,19%                                                                  |
| Outros/sem informação                                                  | 249                                                                    | 1.405                                                                  | 17,72%                                                                 |
| Total                                                                  | 2.822                                                                  | 89.071                                                                 | 3,16%                                                                  |

Verifica-se, pela tabela acima, que o maior grupo de nazistas estava no estado de São Paulo, que recebeu a maior parte dos imigrantes alemães chegados nas décadas de 1920 e 1930 e, portanto, tinha a maior população de cidadãos alemães no Brasil. Por essa razão, São Paulo foi escolhido como sede do partido, em 1934. Verifica-se também que o Rio de Janeiro tinha mais nazistas do que o Rio Grande do Sul, embora a comunidade nascida na Alemanha fosse maior nesse último estado. Segundo Taís Campelo Lucas, "o fracasso no Rio Grande do Sul foi latente. Apesar da visibilidade ganha através de manifestações públicas e da propaganda, a adesão ao nazismo no estado foi baixíssima". Em termos proporcionais, a comunidade alemã do estado da Bahia tinha a maior porcentagem de filiados ao nazismo (7,19% da comunidade), ao passo que a comunidade alemã do estado do Paraná tinha a menor porcentagem de nazistas (1,49%). Depois da Bahia, as comunidades alemãs do Espírito Santo (6,58%) e de Pernambuco (6,39%) tinham as maiores proporções de nazistas. Vale destacar que o Nordeste apresentou ligações nazistas também, assim como a maioria das regiões brasileiras, atuando especialmente em Pernambuco, onde os nazistas se organizaram em um partido extraoficial, mesmo sendo quantitativamente baixo o número de alemães na região.
O Brasil figurava como o país com o maior número de membros do Partido Nazista fora da Alemanha, com cerca de três mil filiados. Esse número era pequeno, quando se compara, por exemplo, aos dezenas de milhares de integrantes da Internacional Comunista que moravam no Brasil, naquela época.

## A adesão ao nazismo
Na opinião de diferentes historiadores, apenas uma parcela dos alemães e descendentes no Brasil aderiram à ideologia nazista. Para o historiador René Gertz, havia "uma considerável simpatia pelo fato de que o regime teria consertado os erros imputados ao regime da República de Weimar", mas não havia um "entusiasmo irrestrito". Na perspectiva de Eliane Bisan Alves, "além da adesão por parte da elite, não se pode dizer que a maioria dos alemães no Brasil tenha se identificado com o nazismo do ponto de vista ideológico". Porém, a autora enfatiza que, por meio da imprensa da época e pelas correspondências confiscadas pela DEOPS, verifica-se que "havia forte simpatia por Hitler, pelo Terceiro Reich e, sobretudo, pela "nação" alemã, que passou a desfrutar de prestígio no plano internacional". Segundo Cláudia Mauch e Naira Vasconcellos, muitos dos alemães que aderiram ao nazismo no Brasil "não o fizeram [não] por messianismo, mas por um cálculo racional de ganhos". O ingresso no partido poderia garantir benefícios materiais no Brasil ou uma repatriação à Alemanha como compensação pela dedicação à causa. À mesma conclusão chegou o historiador René Gertz, ao afirmar que "entre os que ingressaram no partido provavelmente se encontrava um número significativo que estava numa dependência econômica direta em relação a empresas alemãs em atividade no Brasil, para os quais a adesão ao partido era quase uma obrigatoriedade".
Segundo uma outra fonte, "apesar da população de Santa Catarina ter preservado por longos anos a língua e as tradições germânicas, a propaganda hitlerista nunca conseguiu muito sucesso, sendo as simpatias pelo nazismo muito menos intensas do que se poderia julgar". Segundo Simon Schwartzmann, "se foi verdade que muitos teuto-brasileiros se deixaram influenciar e empolgar pelos ensinamentos nazistas, a maior parte da população mostrava-se avessa a aceitação da tutela de um partido político estrangeiro — o partido nazista era encarado como tal". Segundo Giralda Seyferth, as ideias nazistas no Brasil não prosperaram nas colônias rurais, mas apenas nos meios urbanos, como em Porto Alegre, Curitiba, ou Blumenau. Elas atingiram sobretudo a "classe empresarial e partes das camadas médias teuto-brasileiras". De fato, parte da comunidade teuto-brasileira se opôs ao nazismo, pois criticava sua proposta de "regermanização", preferindo priorizar uma identidade teuto-brasileira e privilegiar o Brasil como pátria.
De acordo com Stefan Rinke, ao contrário do que projetavam os entusiastas nacionalistas da Alemanha, os "alemães" do Brasil não formavam um "sindicato de teutônicos orgulhosos nos trópicos". Formavam um grupo heterogêneo, com rivalidades entre protestantes e católicos, entre conservadores e liberais e entre diferentes grupos regionais.
De fato, houve atividade partidária nazista no Brasil e um "certo alvoroço germanista" dentro da comunidade alemã. Embora os filiados ao partido nazista não chegassem nem a 5% dos alemães natos vivendo no Brasil, é de se salientar que o partido tinha boa representatividade na comunidade alemã do país. Eles faziam-se presentes em clubes, igrejas, escolas, hospitais, etc. Não se pode, contudo, acreditar que todos os alemães no Brasil eram pró-nazismo, mas apenas que os nazistas se encontravam infiltrados em importantes segmentos dessa comunidade.
As escolas alemãs no Brasil apareciam como um alvo para a propagação da ideologia nazista. O sistema educacional público brasileiro era incipiente, portanto o governo não poderia se opor à construção de escolas comunitárias da comunidade alemã. Desde o século XIX, a comunidade alemã promovia a construção de escolas comunitárias, onde o aprendizado era feito em alemão. Quando o nazismo ascendeu ao poder na Alemanha, havia no Brasil 1.260 escolas alemãs, com mais de 50 mil alunos. O governo alemão destinava grande quantia de dinheiro para subsidiar essas escolas. Em 1937, o Terceiro Reich previu um orçamento de 4 milhões de marcos para escolas alemãs na América Latina. A partir de 1933, era possível encontrar, em algumas dessas escolas, o estandarte nazista, bem como uma grande fotografia de Hitler. Em algumas dessas escolas, professores vinham diretamente do Terceiro Reich para doutrinar as crianças alemãs do Brasil.

### Ideologia
Segundo a historiadora Ana Maria Dietrich, o próprio Adolf Hitler determinou que o partido nazista no exterior não deveria se intrometer na política local, embora essa determinação muitas vezes não fosse seguida à risca. De qualquer maneira, o público-alvo dos nazistas eram somente os alemães natos, e não os brasileiros descendentes de alemães. Isso explica porque 92,8% dos filiados ao nazismo no Brasil eram alemães de nascimento. De fato, havia uma hierarquia clara que dividia os alemães natos dos brasileiros descendentes de alemães: apenas os primeiros podiam filiar-se ao partido. Por essa razão, alguns autores defendem que muitos brasileiros de origem alemã que queriam se engajar politicamente buscaram refúgio na Ação Integralista Brasileira, devido à sua alegada identidade próxima ao nazismo ou ao fascismo. Isso não era bem visto pelo governo de Berlim, uma vez que os integralistas eram brasileiros nacionalistas, o que ameaçava o germanismo. Outros autores defendem, contudo, que foi justamente o espaço para o pluralismo que permitiu ao integralismo conseguir angariar adesão entre os teuto-brasileiros.
Segundo Giralda Seyferth, "embora se considerassem legítimos representantes de uma nação alemã etnicamente concebida, os teuto-brasileiros foram vistos pelos nazistas como excessivamente brasileiros". Para Ana Maria Dietrich, os teuto-brasileiros eram vistos pelos nazistas como "inferiores aos alemães natos". Inferiores, porém ainda interessantes, pois os descendentes de alemães no Brasil somavam 900 mil pessoas.
Como a comunidade judaica no Brasil era relativamente pequena, o contato entre alemães e judeus era raro. Já com os negros, mestiços, brasileiros e outros povos, o contato era constante. Por isso, os alvos principais dos nazistas eram negros e mestiços, que compunham 45% da população brasileira. Não há registro de confrontos abertos entre as etnias, porém escritos mostram que os nazistas olhavam com desprezo parcela da população brasileira. A diversidade racial brasileira ia de encontro às ideias de raça pura difundidas pelo Terceiro Reich. Os nazistas residentes no Brasil consideravam os brasileiros um povo inferior devido ao seu caráter mestiço. Por outro lado, os brasileiros também olhavam os alemães como o outro, o "alienígena", portador de concepções exóticas, como o nazismo, e o seu sentimento de superioridade era motivo de escárnio da população brasileira. Deve-se salientar que o racismo no Brasil nunca foi algo exclusivo dos alemães ou nazistas residentes no país, uma vez que ideias racistas existem na sociedade brasileira desde os tempos coloniais.

## O partido sob o governo Vargas
O partido nazista funcionou no Brasil durante dez anos, sem ser incomodado pelo governo brasileiro, de 1928 a 1938. O governo de Getúlio Vargas manteve, durante toda a década de 1930, relações de amizade e de cordialidade com o Terceiro Reich. A ascensão do nazismo na Alemanha não gerou preocupação no governo brasileiro. Naquela altura, o governo varguista estava mais preocupado com outros assuntos, como na contenção do comunismo, o chamado "perigo vermelho". Além das intensas trocas comerciais, o Brasil de Vargas e a Alemanha de Hitler mantiveram, veladamente, acordos políticos com foco na caça a comunistas e na troca de informações entre as polícias secretas de ambos os países, incluindo-se a expulsão de alguns judeus comunistas, como o que ocorreu com Olga Benário.

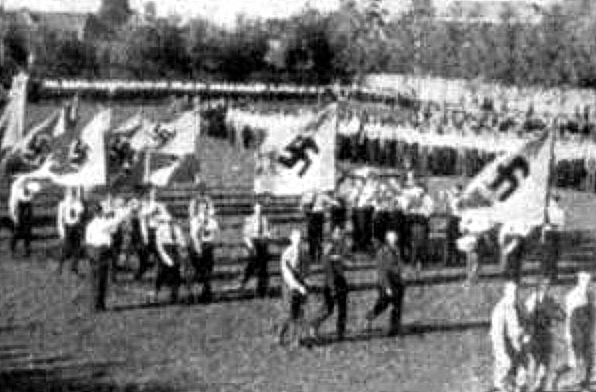
Desfile nazista em Porto Alegre no Dia do Trabalho de 1937.

Em documento de 1936, um representante do Terceiro Reich referiu-se às relações Brasil-Alemanha como satisfatórias, apesar da "ameaça judaico-comunista". Membros do governo brasileiro tinham relações cordiais com o partido nazista no país. Em 1937, o governador do Rio Grande do Sul, Flores da Cunha, compareceu a uma festividade nazista em Porto Alegre, e disse que os alemães eram "um componente racial do muito valoroso povo brasileiro". O filho do presidente Getúlio Vargas, Lutero Vargas, casou-se com uma alemã, o que foi motivo de trocas de correspondências entre os dois países e tornou-se símbolo das "cordiais relações" entre os dois povos. Em novembro de 1937, na ocasião da troca de embaixadores alemães no Brasil, Getúlio Vargas e Adolf Hitler trocaram correspondências, na qual Vargas chamava Hitler de "grande e bom amigo". Na carta, Vargas escreveu que desejava "sempre manter, e estreitar, cada vez mais, as relações de boa amizade, felizmente existentes entre os dois países". Essa declaração ocorreu poucos meses antes da proibição do partido nazista no Brasil, o que demonstra que as boas relações entre os dois regimes só foram rompidas de última hora.

### A equidistância pragmática
O historiador Gerson Moura denominou a política externa de Getúlio Vargas de "equidistância pragmática", uma vez que o Brasil procurava manter relações cordiais e benéficas tanto com os Estados Unidos, quanto com a Alemanha nazista. Esse "jogo" era interessante para o Brasil, uma vez que os EUA e a Alemanha eram grandes compradores de matérias-primas brasileiras, ao passo que o Brasil importava produtos manufaturados de ambos os países. Com a Alemanha, em 1934 e em 1935, o Brasil assinou Acordos de Compensação, nos quais se garantia a exportação de produtos brasileiros, como algodão, café, laranja, couro, tabaco e carne, ao passo que importava produtos manufaturados alemães. Com os Estados Unidos, o Brasil assinou o Tratado Comercial de 1935, no qual oferecia concessões tarifárias a certos produtos norte-americanos, e os EUA reduziam os tributos dos principais produtos de exportação brasileiros. Inicialmente, tanto Washington quanto Berlim foram tolerantes com esse "jogo" brasileiro, pois ambas as potências procuravam constituir seus respectivos sistemas de poder.
O período da "equidistância pragmática" pode ser dividido em três fases: equidistância pragmática possível (1935–37), difícil (1938–39) e rompida (1939–41). Com o início da guerra na Europa e com a iminente entrada dos Estados Unidos no conflito, esse país percebeu a necessidade de garantir que os países latino-americanos e, em especial, o Brasil, estivessem ao seu lado no conflito. Esse fato aumentou o poder de barganha do Brasil frente aos EUA. Ao mesmo tempo, comercializar com a Alemanha estava cada vez mais difícil, devido às dificuldades de navegação decorrentes da Guerra. Nesse contexto, o Brasil voltou-se para os Estados Unidos e conseguiu os recursos necessários para reequipar suas Forças Armadas e para construir a Companhia Siderúrgica Nacional. A aliança com os Estados Unidos, portanto, mostrou-se a opção natural do governo brasileiro.
Porém, do ponto de vista ideológico, havia uma grande diferença entre os Estados Unidos e a Alemanha. Os EUA eram uma democracia liberal, que apostava nos ideais pan-americanistas para se aproximar dos países latino-americanos (política da boa vizinhança), enquanto que a Alemanha era uma ditadura antiliberal. Dentro do próprio governo Vargas, havia o grupo simpatizante dos EUA, como Oswaldo Aranha, e o grupo pró-Alemanha, como Eurico Dutra e Góis Monteiro. Ao entrar na guerra ao lado dos aliados, Vargas viu-se numa situação embaraçosa: o seu governo, uma ditadura que em muitos aspectos se assemelhava às potências do Eixo, lutava junto às potências democráticas liberais. Após o fim da Guerra, essa ambiguidade seria um dos motivos que colocariam fim à ditadura de Vargas.

### A proibição e as consequências
O decreto n.º 383, de 18 de abril de 1938, colocou o partido nazista e todas as outras agremiações políticas estrangeiras na clandestinidade. Poucos meses antes, o embaixador alemão no Brasil, Karl Ritter, teve um encontro com o presidente Vargas, no qual se queixou da situação e afirmou que as medidas iriam comprometer as relações políticas e comerciais entre os dois países, pois, segundo Ritter, todos os países que haviam proibido o partido nazista haviam-se tornado inimigos da Alemanha. O embaixador alemão argumentou que só alemães natos poderiam ser filiados ao partido e que eles eram instruídos a não se intrometerem em assuntos locais.
Segundo Ritter, Vargas deu-lhe uma "resposta bem brasileira", e argumentou que só proibiu o partido nazista para não abrir uma exceção, pois todos os outros partidos, brasileiros e estrangeiros, haviam sido proibidos. Para amenizar a situação, Vargas ofereceu sacas de café ao Auxílio Alemão de Inverno, o que foi motivo de piada dos alemães devido ao baixo preço do café, mas acabaram aceitando a oferta. Ritter tentou persuadir o Ministro das Relações Exteriores, Oswaldo Aranha, a reverter a situação, mas sem sucesso.
A consequência da proibição do partido nazista no Brasil foi o rompimento das relações cordiais mantidas até o momento entre os dois países. Embora interessasse a Vargas manter boas relações com a Alemanha nazista, o Estado Novo instituiu que todos os partidos deveriam ser abolidos no Brasil, quer nacionais, quer estrangeiros. Ritter justificou a medida brasileira devido às pressões dos "Estados Unidos", dos "imigrantes judeus" e da "Igreja Católica" e ainda creditou o fato ao "nativismo brasileiro", "corrente de inveja dos alemães desenvolvidos".
Uma outra razão para a mudança de rumos da política varguista foi a suspeita da participação nazista na tentativa de golpe do Integralismo liderado por Plínio Salgado, em maio de 1938, o que foi negado pelas representações consulares e pelo líder do partido no Brasil, Hans Henning von Cossel. O chanceler Oswaldo Aranha, em correspondência de 17 de maio de 1938, ao embaixador alemão Karl Ritter, mencionou a alegada participação de nazistas nessa tentativa de golpe como uma das razões para o banimento do partido no Brasil. O chanceler brasileiro, contudo, enfatizou que, mesmo com a proibição do nazismo no Brasil, a Alemanha era "um país com o qual desejamos continuar mantendo as melhores relações de amizade".
Com a eclosão da Segunda Guerra Mundial, o Brasil manteve-se neutro, entre 1939 e 1941. A partir de 1942, o Brasil engajou-se ao lado dos Estados Unidos e dos aliados e rompeu a sua neutralidade, passando a ser um país inimigo da Alemanha. Foi o fim definitivo da denominada "diplomacia pendular" ou da "equidistância pragmática", por meio da qual Vargas tentava obter benefícios de uma relação concomitante com a Alemanha e com os Estados Unidos. Os alemães residentes no Brasil passaram a ser perseguidos: empresas alemãs foram colocadas na lista negra, lojas saqueadas e alguns alemães foram confinados em campos de internamento. Muitas foram as intervenções na vida cotidiana, como a proibição de falar alemão em público, ouvir rádio, viajar para locais considerados estratégicos. Em 1942, alemães, italianos e japoneses foram proibidos de participar do carnaval por uma circular da polícia. Alemães comuns, considerados prisioneiros de guerra, foram confinados em campos de internamento, de norte a sul do país, ou detidos e presos em presídios. O governo alemão creditava essa mudança de postura do governo brasileiro à influência dos "americanos e judeus". Embora um número reduzido de alemães e descendentes estivessem envolvidos com o nazismo no Brasil, o Estado Novo passou a associar qualquer manifestação cultural da comunidade germânica como uma ameça. Segundo René Gertz, "qualquer traço cultural podia ser aproveitado na tentativa de comprovar nazismo entre os teutos".

### Planos da Alemanha Nazista para o Brasil
Segundo escritos do diplomata Sérgio Corrêa da Costa, o nazismo alemão planejou desmembrar o Sul do Brasil e nele construir uma nova Alemanha. O projeto não seria novo, porém, já existindo anteriormente. No seu "Gross Deutschland, die Arbeit des 20. Jahrhunderts ("A Grande Alemanha, obra do século XX), publicado em Leipzig, 1911, Tannenberg estabelece o princípio da repartição das Américas Central e do Sul entre as grandes potências imperialistas, reservando para a Alemanha a zona subtropical banhada pelo Atlântico:
| “ | A América meridional alemã nos proporcionará, na zona temperada, um espaço de colonização onde nossos emigrantes conservarão sua língua e autonomia. Exigiremos, porém, que o alemão seja ensinado nas escolas como segunda língua. O Sul do Brasil, o Paraguai e o Uruguai são países de cultura alemã. O alemão passará a ser a língua nacional | ” |

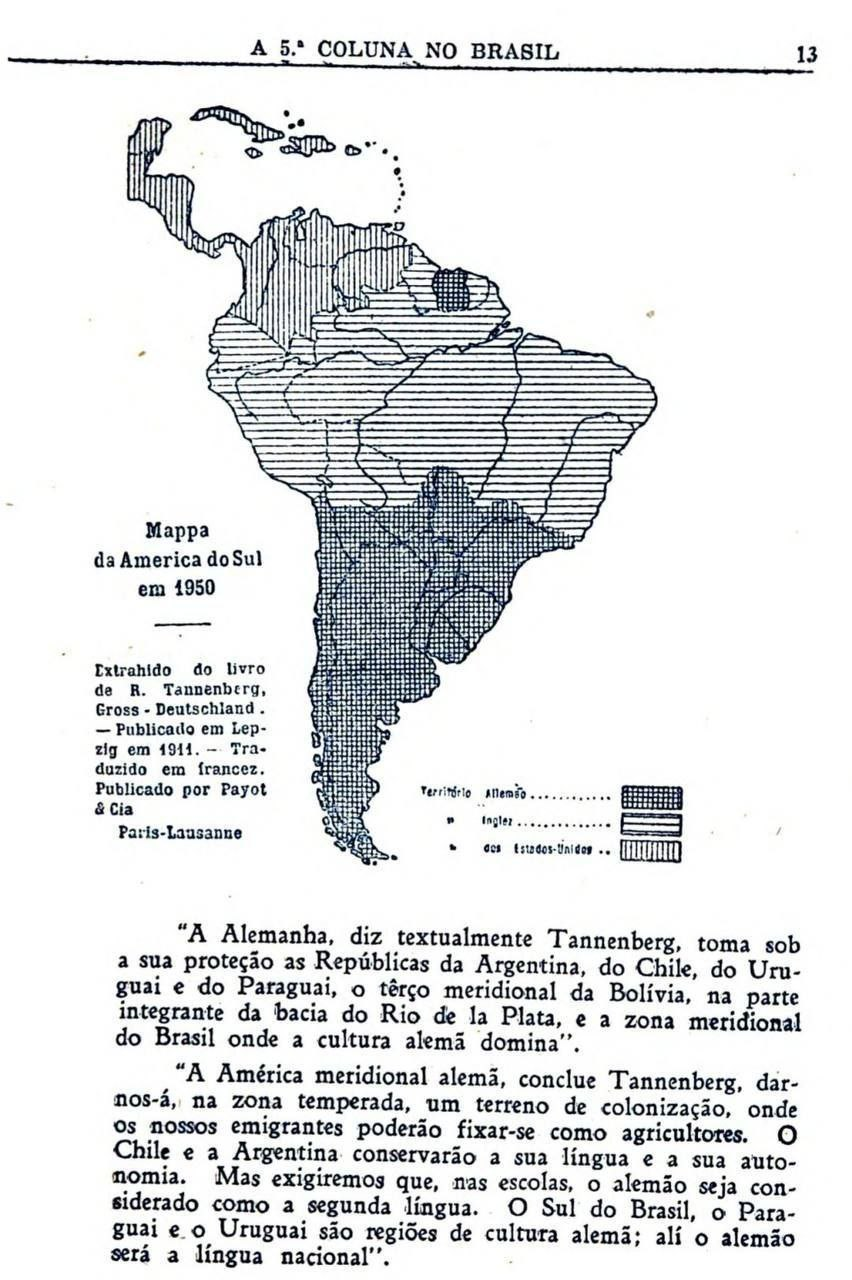
América Meridional de Tannenberg

Da Costa atribui a seguinte frase a Adolf Hitler: "Criaremos no Brasil uma nova Alemanha. Encontraremos lá tudo de que necessitamos".
Alguns historiadores, contudo, refutam a ideia de que os nazistas tivessem planos concretos de se instalar no Brasil. Segundo eles, isso não passa de uma falácia, pois tais intenções jamais foram documentadas. Algumas fontes citam uma suposta expedição patrocinada por nazistas na Floresta Amazônica. Segundo a historiadora Ana Maria Dietrich, expedições de reconhecimento do território eram comuns na época. Porém, o fato de um expedicionário alemão ter morrido durante o caminho e ter sido enterrado com uma cruz contendo uma suástica no Amapá, passou a ser explorada como atração turística. Para o historiador Rafael Athaides, os boatos de que os nazistas agiam sorrateiramente para conquistar o Sul do Brasil não passam de invenções criadas durante a Segunda Guerra Mundial. O mito do "perigo alemão" servia como subterfúgio para o Estado Novo (1937–1945) implementar livremente sua política da nacionalização dos imigrantes. Ademais, visando interesses econômicos, Getúlio Vargas se aproximara dos Estados Unidos e para isso foi necessário um rompimento com a Alemanha nazista, que até então era a maior parceira comercial do Brasil. O próprio Vargas era admirador de Adolf Hitler e sua ditadura foi de clara inspiração fascista.
De fato, o Partido Nazista nunca representou uma ameaça séria ao Brasil. Seus membros não tinham interesse em participar das eleições nem de registrar o partido na Justiça Eleitoral do Brasil. Em decorrência, o presidente Getúlio Vargas e os governadores locais nem se importaram com a sua fundação, pelo contrário, eram inclusive simpatizantes e até participavam de festividades nazistas.

## Estado Novo de Vargas e o nazismo
Várias pessoas importantes do governo de Getúlio Vargas de 1930 a 1945 nutriram admiração pelo governo da Alemanha Nazista. Entre estas, estavam comandantes militares que apoiaram Getúlio Vargas na implantação da ditadura do Estado Novo como o general Eurico Gaspar Dutra (ministro da guerra de 1936 a 1945, e futuro presidente da República), o general Góis Monteiro (ministro da guerra em 1934) e Filinto Müller (chefe de polícia do Distrito Federal, futuro senador e líder do partido ARENA).
Por outro lado, o governo de Getúlio Vargas era extremamente nacionalista. Com a decretação da ditadura do Estado Novo em 1937, todos os partidos políticos brasileiros tornaram-se ilegais. Além disso, foi proibida a prática de qualquer atividade de natureza política dos estrangeiros residentes no país, que não mais podiam organizar, criar ou manter sociedades, fundações, companhias, clubes e quaisquer estabelecimentos de caráter político, ainda que tivessem por fim exclusivo a propaganda ou a difusão, entre os seus compatriotas, de ideais, programas ou normas de ação de partidos políticos do país de origem. A partir de então, as atividades do Partido Nazista no Brasil foram duramente reprimidas, assim como a de todos os outros partidos políticos brasileiros ou não.
Apesar de ter vários simpatizantes da Alemanha Nazista, o governo do Estado Novo preferiu manter uma política de apoio aos Estados Unidos em troca de benefícios econômicos. Quando navios mercantes brasileiros foram afundados por submarinos alemães, o Brasil declarou guerra às potências do Eixo.

### Consequências do nacionalismo do Estado Novo
O governo do Estado Novo promoveu a integração forçada dos alemães e de seus descendentes que viviam em colônias isoladas no Sul do Brasil. Em muitas ocasiões agiu com brutalidade contra imigrantes humildes que não mantinham quaisquer relações com a Alemanha nazista.
Em 1940, durante uma visita a Blumenau, cidade de colonização alemã no estado de Santa Catarina, Vargas declarou: "O Brasil não é inglês nem alemão. É um país soberano, que faz respeitar as suas leis e defende os seus interesses. O Brasil é brasileiro. (...) Porém, ser brasileiro, não é somente respeitar as leis do Brasil e acatar as autoridades. Ser brasileiro é amar o Brasil. É possuir o sentimento que permite dizer: o Brasil nos deu pão; nós lhe daremos o sangue".
Os imigrantes japoneses e italianos também foram perseguidos e forçados a se "abrasileirar". O caso dos teuto-brasileiros é peculiar porque formavam comunidades isoladas que mantinham as tradições e utilizavam quase que exclusivamente o idioma alemão.

## Nazismo no Brasil após a guerra

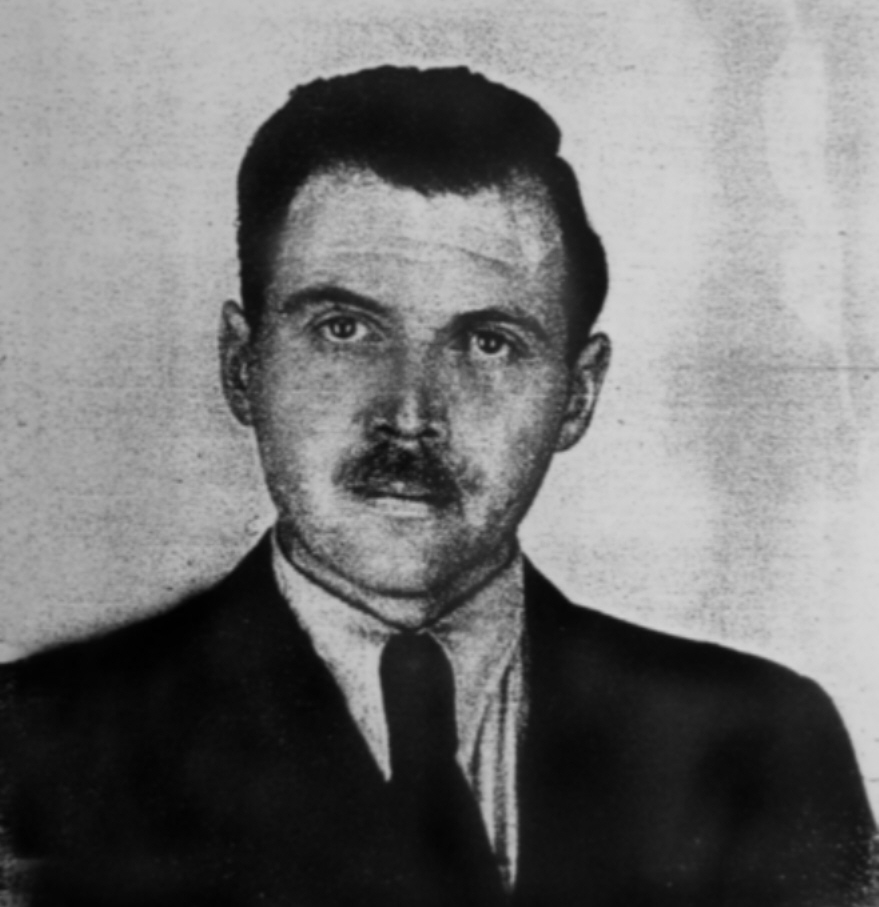
O nazista Josef Mengele fugiu para a Argentina, após a derrota da Alemanha. Também viveu um tempo no Paraguai, antes de se mudar para o Brasil. Morreu afogado em Bertioga, litoral de São Paulo, em 1979.

Após a derrota da Alemanha na Segunda Guerra Mundial, muitos nazistas fugiram para a América do Sul, principalmente para a Argentina, mas também para o Brasil, o Chile e outros países da região. Calcula-se que cerca de 9.000 militares e colaboradores do Terceiro Reich fugiram para a América do Sul. Os fugitivos adotavam novas identidades, de modo a se esquivar de possíveis condenações em tribunais.
No Brasil, o caso mais famoso foi de Josef Mengele, médico que ficou conhecido como "Anjo da Morte" no campo de concentração de Auschwitz. Mengele realizava experiências médicas com seres humanos vivos, sempre sem anestesia, com o propósito de pesquisar o aperfeiçoamento da raça ariana. Uma boa parte das vítimas de suas "experiências científicas" foram anões e irmãos gêmeos. Após viver na Argentina e no Paraguai, ficou escondido no interior de São Paulo, de 1970 a 1979, quando morreu afogado em Bertioga, no litoral paulista, sem nunca ter sido reconhecido. 
Outro nazista conhecido a viver no Brasil foi Franz Stangl, apelidado de "Morte Branca", por usar uniforme branco e carregar um chicote. Stangl atuou no programa de eutanásia Aktion T-4, responsável por matar centenas de pessoas com deficiências físicas e mentais. Também serviu como comandante dos campos de concentração de Sobibor e Treblinka. Calcula-se que mais de 100 mil judeus tenham sido assassinados durante seu mandato em Sobibor, e outros 900 mil em Treblinka. Após passar um tempo escondido na Síria, em 1951 Stangl foi para o Brasil, onde foi contratado pela Volkswagen de São Paulo, onde trabalhou até 1967. Foi preso nesse ano, após ser encontrado por Simon Wiesenthal, um sobrevivente do holocausto. Extraditado para a Alemanha Ocidental, foi condenado à prisão perpétua e morreu de insuficiência cardíaca, em 1971.

## Neonazismo no Brasil

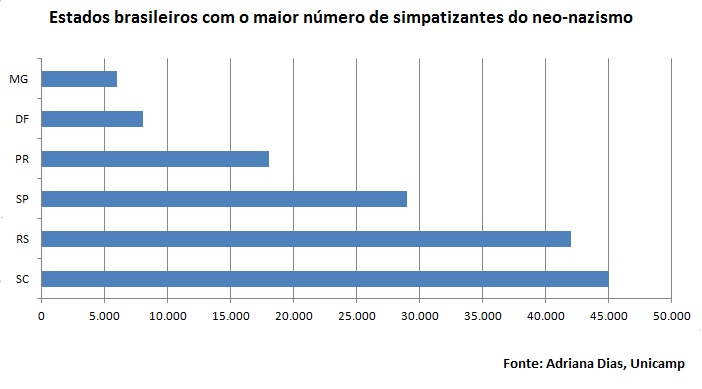
Estados brasileiros por número de simpatizantes do neonazismo em 2013. São considerados simpatizantes os internautas que já fizeram o download de mais de 100 arquivos em sites neonazistas.

Em 2019 havia no Brasil cerca de três centenas de células neonazistas, número esse que resulta de um crescimento de cerca de duzentos porcento em menos de quinze anos.
Muitas vezes faz-se uma associação entre esses grupos e os descendentes de alemães do Sul. O historiador Rafael Athaides assevera que não há justificativa em se fazer essa conexão. Athaides acha pouco provável que haja qualquer ligação, pois um levantamento do perfil dos indivíduos presos por neonazismo mostra que nenhum deles é descendente de nazistas históricos. Trata-se de jovens desajustados, "desprovidos de referencial identitário e que manipulam os signos do nazismo no mundo". Responsabilizar os descendentes de alemães do Sul pela sustentação de grupos separatistas e neonazistas acontece mesmo quando práticas qualificadas como "neonazistas" são praticadas por caboclos do interior do Pará. Embora não haja uma correlação com etnias específicas, ao menos um estudo aponta que os estados com maior prevalência de grupos neonazistas no Brasil são São Paulo, Santa Catarina, Paraná e Rio Grande do Sul.
Alguns crimes cometidos por neonazistas chamaram a atenção da mídia brasileira. Em 2003, por exemplo, um grupo de skinheads neonazistas obrigou dois jovens punks a pular de um trem em movimento em Mogi das Cruzes. Um deles morreu e o outro perdeu um braço. Em São Paulo, o ressurgimento do movimento nazista tem suas origens na década de 1980, quando surgiram os "Carecas do ABC", grupo de extrema-direita que se opunha ao movimento sindical liderado por Luiz Inácio Lula da Silva, surgido na mesma região. Desde então, a possibilidade de comunicação pela internet ampliou as fronteiras do movimento. O site Valhala88, desativado em 2007, chegou a receber 200 mil visitas diárias por usuários do país. O fascismo brasileiro tem como característica seu internacionalismo, segundo Jason Stanley, filósofo norte-americano e professor da Universidade Yale.
Segundo a antropóloga Adriana Dias, da Unicamp, estudiosa da questão do neonazismo no Brasil, o acalorado debate na eleição presidencial de 2010, deu fôlego ao movimento. Para ela, "a questão do preconceito aos nordestinos (...) vem desde as eleições do Lula. Na eleição de Dilma, isso se radicalizou muitíssimo porque foi levantada a questão do aborto, do casamento gay". Segundo Adriana, há dois grandes grupos etários de neonazistas no Brasil. O primeiro tem entre 18 e 25 anos e o segundo tem entre 35 e 45 anos, e seria o líder do primeiro. Segundo ela, a leitura dos neonazistas é composta por William Patch, Thomas Haden e Miguel Serrano.
Em 2019 o governo brasileiro, por meio do Ministério da Defesa, homenageou o oficial do exército alemão Otto Maximilian, que serviu nas forças armadas nazistas e transferiu-se para o Brasil em 1964, por conta da Operação Paperclip. No início de 2020 o Secretário da Cultura, Roberto Alvim, parafraseou um discurso do nazista Joseph Goebbels na propaganda veiculada do ministério do turismo.
De 2015 a 2021, o número de células nazistas no Brasil cresceu de 75 para 530. O número de inquéritos de apologia ao nazismo na Polícia Federal, que se manteve abaixo de 22 por ano de 2010 a 2018, saltou para 110 em 2020. Em novembro de 2022, o Procurador-Geral da República manifestou preocupação com a ampliação do número desses grupos em Santa Catarina.